# Hersenwinding

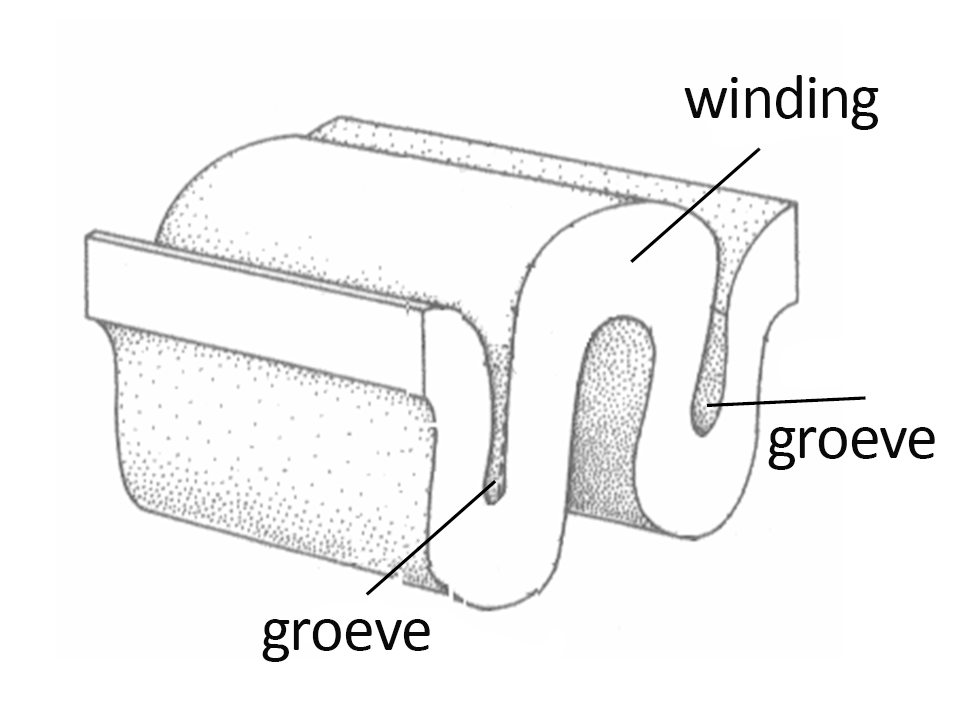
winding met twee aangrenzende groeven

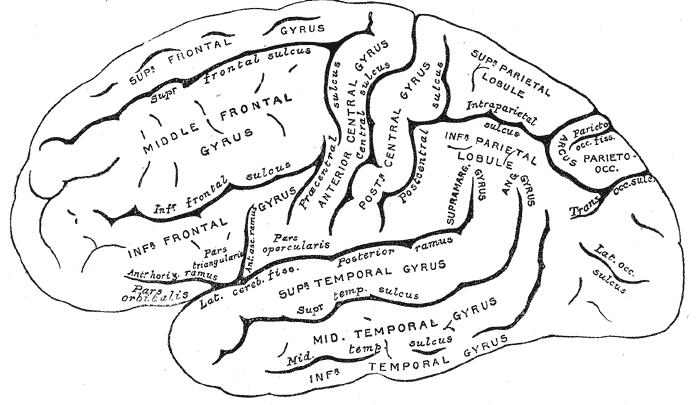
lateraal aanzicht van de menselijke hersenen met windingen en groeven

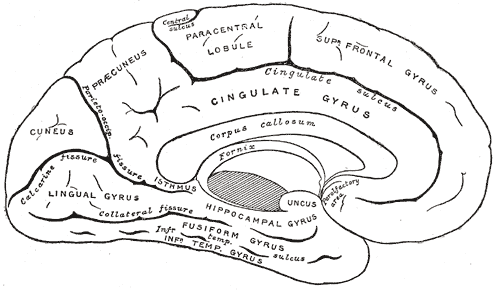
mediaal aanzicht van de menselijke hersenen met windingen en groeven

Een hersenwinding is in de neuroanatomie een verhoging in de sterk gevouwen hersenschors. Een hersenwinding wordt afgewisseld met een of meer hersengroeven, Latijn: sulci of fissurae. Een hersenkwab, lobus cerebri, bestaat uit verschillende hersenwindingen. Een hersenwinding kan tot één hersenkwab behoren, bijvoorbeeld de gyrus frontalis inferior als onderdeel van de frontale kwab, of over twee hersenkwabben verlopen, zoals de gyrus fusiformis die van de temporale naar de occipitale kwab loopt.
In de Latijnse naamgeving voor hersenwindingen gebruikt men vaak het woord gyrus, afgeleid van het Griekse woord γῦρος guros, ring, kring of γυρός gurós, rond, gekromd. Daarnaast komen in de Latijnse naamgeving voor hersenwindingen in zeer beperkte mate ook de begrippen convolutio, circumvolutio en anfractus cerebri voor.

## Enkele belangrijke hersenwindingen
- Gyrus ambiens
- Gyrus angularis
- Gyri breves insulae
- Gyrus cinguli
- Gyrus cinguli anterior
- Gyrus cinguli posterior
- Gyrus dentatus
- Gyrus fasciolaris
- Gyrus frontalis inferior
- Gyrus frontalis medialis
- Gyrus frontalis medius
- Gyrus frontalis superior
- Gyrus fusiformis
- Gyrus lingualis
- Gyrus occipitalis inferior
- Gyrus occipitalis medius
- Gyrus occipitalis superior
- Gyrus occipitotemporalis lateralis
- Gyrus occipitotemporalis medialis
- Gyrus orbitalis anterior
- Gyrus orbitalis lateralis
- Gyrus orbitalis medialis
- Gyrus orbitalis posterior
- De lobulus paracentros is een hersenkwab met daarin de
  - Gyrus paracentros anterior
  - Gyrus paracentros posterior
- Gyrus parahippocampalis
- Gyri paraolfactorii
- Gyrus paraterminalis
- Gyrus postcentralis
- Gyrus precentralis
- Gyrus rectus
- Gyrus semilunaris Retzii
- Gyrus subcallosus
- Gyrus subcentralis
- Gyrus supramarginalis
- Gyrus temporalis inferior
- Gyrus temporalis medius
- Gyrus temporalis superior
- Gyrus temporalis transversus anterior
- Gyrus temporalis transversus posterior